# Megasorex gigas
Megasorex gigas là một loài động vật có vú trong họ Chuột chù, bộ Soricomorpha. Loài này được Merriam mô tả năm 1897.